# 松本彩夏
松本 彩夏 （まつもと さやか 1977年 - ）は、日本のテレビプロデューサー・演出家。株式会社イースト・ファクトリー取締役、前株式会社イースト・エンタテインメント代表取締役常務。
東京都出身。立教女学院中学校・高等学校を経て、2000年慶應義塾大学卒業。2017年
放送ウーマン賞2016受賞。

## 主な担当番組
- テラスハウス (テレビ番組)（フジテレビ・Netflix）[3]
- ボクらの時代（フジテレビ）[3]
- トランジットガールズ（フジテレビ）
- 階段のうた（TBSテレビ）[3]
- 世界は言葉でできている（フジテレビ）[3]
- 私の10のルール（TBSテレビ）[3]
- セブンルール（カンテレ制作・フジテレビ系列）[4]
- ダブルベッド（TBSテレビ）
- だれかtoなかい（フジテレビ）